# Ponticola rizensis
Ponticola rizensis är en fiskart som först beskrevs av Kovacic och Engín 2008.  Ponticola rizensis ingår i släktet Ponticola och familjen smörbultsfiskar. Inga underarter finns listade i Catalogue of Life.